# Сити Зайнон Исмаил
Сити Зайнон Исмаил (малайск. Siti Zainon Ismail; род. 18 декабря 1949 г., Куала-Лумпур) — учёный-исследователь традиционной малайской культуры, поэтесса и художница, Национальный писатель Малайзии (2019).

## Краткая биография
Училась в начальной школе в Сетапаке, Куала-Лумпур (1956-1957) и начальной школе Ланггар в Кота-Бару (1957-1961), а также в средней школе Аминуддина Баки (1962-1967). Высшее образование получила в Индонезийском институте искусств (ASRI) (1970-1973) по специальности «живопись». По возвращении из Индонезии работала в системе министерства культуры, по делам молодёжи и спорта Малайзии (1974-1976), а с 1976 – преподавателем Национального университета Малайзии (НУМ), где в 1980 г. была удостоена звания магистра в области литературы. В 1992 г. защитила диссертацию в Университете Малайя и получила звание доктора. В 2005-2007 – профессор НУМ. В настоящее время – консультант министерства информации, коммуникации и культурного наследия.
Выступала со своими стихами и выставками картин на Филиппинах (1976), в Индии (1985), Берлине (1985, 2000), Корее  (1986), Индонезии (1983-1998), Таиланде ( 1986,1989, 1990), Франции (1986),  Англии (1986,1990,1992), Австралии (1993), Сингапуре (1990, 1995), ФРГ (2000), России (2003). Провела 11 персональных выставок, участвовала в 25 коллективных. Большой друг московского Общества "Нусантара"

## Награды
- Литературная премия Малайзии в области поэзии (1975, 1976, 1979, 1983, 1985 и 1991)
- Литературной премии Юго-Восточной Азии (1989)
- Медаль за безупречный труд (Селангор (1983)
- Премия Тан Сри Фатима (1993)
- Премия Мэйбанка и Совета по языку и литературе Малайзии (1998)
- Медаль за преданность короне (Селангор, 2002).
- Звание почётного профессора Университета Джабала Гафура (Индонезия, 1996)
- Звание Заслуженного деятеля культуры Селангора (2006)[3].
- Главная литературная премия Малайзии (2013)

- Национальный писатель Малайзии (2019)[4][5]

## Основные работы
- 100 Malay proverbs: an open ground for knowledge = 100 pepatah petitih Melayu: alam terlembang jadi guru / Siti Zainon Ismail; terjemahan oleh Shahnaz Mohd Said; Institut Terjemahan Negara Malaysia, 2010. (100 малайских пословиц)
- 1000 Pepatah Petitih (ITNM, 2010). (1000 малайских пословиц)
- Aceh: suara dari hujung tambak; DBP, 2009. (Аче: голос с конца дамбы)
- Alam Puisi (DBP,1994). (Мир поэзии)
- Attar dari Lembah Mawar; Marwilis publisher & Distributors, 1988. (Аттар из Долины роз)
- Bait Senandung Malam - the Rhythm of Night Song (ITNM, 2009). (Ночные песни)
- Bunga putik putih; DBP, 1991. (Цветок с белым пестиком)
- Bunga-bunga bulan: sketsa dan puisi 1969-1989; Creative Enterprise, 1992. (Цветы Луны: зарисовки и стихи)
- Busana Melayu Johor; Yayasan Warisan Johor, 1997. (Малайская одежда Джохора)
- Daun-daun Muda (1986). (Молодые листья)
- Delima ranting senja; Utusan Publications & Distributors, 2009. (Гранатовая ветвь заката)
- Dongeng si Siti Kecil; Teks Publishing, 1988. (Сказки маленькой Сити)
- Getaran jalur dan warna; Fajar Bakti, 1985. (Ритм полос и цвета)
- Ibunda - Mother (Unit Kebudayaan UKM, 1995). (Мама)
- Jalur dan Warna (Fajar Bakti, 1985). (Полосы и цвет)
- Jurai palma; DBP, 2001. (Полосы пальмы)
- Kasih Bonda Kampung Paya Kami (DBP, 2008). (Любовь матери. Наша деревня Пайя)
- Kembara Seni Siti; Utusan Melayu dan Galeri Melora, 1992. (Путешествие Сити с картинами)
- Lambang Sari Gamelan Trengganu (bersama Harun Mat Piah); UKM, 1988.(Символы гамелана Тренггану)
- Langit di tangan / diselenggarakan oleh Rahman Shaari; Siti Zainon Ismail; DBP, 1995. (Небо в руках)
- Malay woven textiles - the beauty of a classic art form; DBP, 1997.
- Memasuki taman puisi; DBP, 2009. (В саду поэзии)
- Nyanyian malam: kumpulan puisi dan sketsa, 1972-1975; DBP, 1976. (Ночные песни: зарисовки и стихи)
- Pakaian cara Melayu; Penerbit Universiti Kebangsaan Malaysia, 2006. (Малайская одежда)
- Percikan Seni; DBP, 1988. (Брызги искусства)
- Perkasihan Subuh; Bulan Bintang. 1987. (Любовь к рассвету)
- Puisi putih sang kekasih: sketsa 1975-82; Penerbit Universiti Kebangsaan Malaysia, 1984. (Белые стихи возлюбленной: зарисовки 1975-82)
- Puisi: Nyanyian Malam; DBP 1976, 2003. (Стихи: Ночные песни)
- Pulau Renek Ungu (DBP, 1996) (Остров фиолетовых кустов)
- Rekabentuk Kraftangan Melayu Tradisi; DBP, 1986. (Дизайн традиционных малайских поделок)
- Rembang flamboyan; Fajar Bakti, 1995. (Цветущий рембанг)
- Rindu pala muda; DBP, 2005. (Тоска молодого мускатного ореха)
- Sebuah unggun di tepi danau / Muhammad Haji Salleh; illustrasi oleh Siti Zainon Ismail; DBP, 1996.(Костёр на берегу озера)
- Seri Padma; DBP, 1984. (Лотос)
- Taman-taman Kejadian; Galeri Melora, 1996. (Искусственные парки)
- Tekstil tenunan Melayu: keindahan budaya tradisional Nusantara; DBP 1997. (Малайская ткань: красота традиционной культуры Нусантары)
- The CRAFTS of Malaysia / Dato' Haji Sulaiman Othman [et al.] with supplementary texts by Siti Zainon Ismail and Vernon Art Kedit; photographers, Abdul Halim Mohd Noor [et al]; Didier Millet, 1994.
- The moon is a candle / Siti Zainon Ismail, edited and translated by Harry Aveling; DBP, 1992.
- The Traditional Malay handicraft design; DBP, 1997.
- Witir Sela Merapi; Galeri Melora, 2003.
- Zikir Pelangi - The Rainbow; Galeri Melora, 2000) (Песни радуги)
- Cerpen: Attar Lembah Mawar; Marwilis, 1988. (Аттар из Долины роз)
- Cerpen: Bunga Putik Putih (DBP, 1991 ) (Цветок с белым пестиком),
- Cerpen: Jurai Padma (DBP, 2000) (Полоски лотоса)
- Cerpen: Kampung Paya Kami: Galeri Melora, 1998. (Наша деревня Пайя)
- Cerpen: Nyanyian Orang Laut (bersama Rahamad); Galeri Melora, 2000. (Песни людей моря)
- Cerpen: Piazza Di Spagna; Galero Melora, 2005. (Площади Испании)
- Cerpen: Seri Padma; DBP, 1984. (Лотос)

Файл:SitiBukuBaru.jpg

## Переводы на русский язык
- Сити Зайнон Исмаил. Песня улитки. Сказка о младшей принцессе. Перевод Марины Елисеевой и Виктора Погадаева. – Ручей. Традиционная и современная малайская поэзия. Моя малайская библиотека. Составитель, автор предисловия и редактор Б.Б. Парникель. М.: Красная гора, 1996,  с. 97-98[6].
- Сити Зайнон Исмаил. Новогодний кровавый дождь (Gerimis Darah Tahun Baru); Поющий месяц (Bulan Bernyanyi) // Покорять вышину. Стихи поэтов Малайзии и Индонезии в переводах Виктора Погадаева. М.: Ключ-С, 2009, с. 30-32.
- Сити Зайнон Исмаил. Любовь матери. Наша деревня Кампунг-Пая. Перевод Виктора Погадаева. Kuala Lumpur: Institut Terjemahan Negaea Malaysia, 2010, 160 p.[7]
- Сити Зайнон Исмаил. Новогодний кровавый дождь (Gerimis Darah Tahun Baru); Поющий месяц (Bulan Bernyanyi); Тихая песня (Lagu Sunyi).[8]